# Иофлупан (123I)
Иофлупа́н (123I) — радиофармацевтический препарат для диагностики при синдроме Паркинсона. Одобрен для применения: США (2011). Химический аналог кокаина, в котором один из атомов водорода в липофильной ароматической части молекулы замещён на радиоактивный иод-123. Алкалоид, производное тропана.
Связывается с транспортёром дофамина (DAT), расположенным на пресинаптических нервных окончаниях в полосатом теле, и отражает количество дофаминергических нейронов в чёрной субстанции. В случае дегенерации нейронов количество транспортёров дофамина значительно снижается, что можно обнаружить с помощью сцинтиграфии — сканирования гамма-излучения, исходящего от иофлупана. Иофлупан содержит радиоактивный изотоп иод-123, который вводится в молекулу в процессе радиоиодирования. Радиоиодирование включает в себя замещение радиоактивными атомами иода реакционноспособных атомов водорода в молекулах-мишенях. Процесс обычно включает действие сильного окислителя для преобразования иодид-ионов в высокореактивное электрофильное соединение иода. Образование этого электрофильного вида приводит к возможности быстрого иодирования ароматических соединений, содержащих сильные активирующие группы, таких как арильные соединения. В частности, ароматические компоненты, которые имеют электронодонорные группы, могут в достаточной степени активировать атомы углерода в кольце, чтобы вступить в реакции электрофильного замещения.
Функционально иофлупан — лиганд с высоким сродством к транспортёрам дофамина, расположенным на пресинаптических нервных окончаниях аксонов в полосатом теле. Терминалы аксонов являются проекциями дофаминовых нейронов в черной субстанции. Сканирование иофлупана в полосатом теле показывает количество дофаминергических нейронов в чёрной субстанции, которое снижено при болезни Паркинсона.

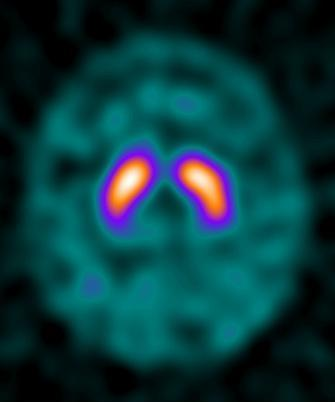
Изображение, полученное с помощью однофотонной эмиссионной томографии и показывающее нормальное связывание иофлупана (^{123}I) в полосатом теле

## Механизм действия
Связывается с DAT.

## Показания
Визуализация DAT в полосатом теле для диагностики при синдроме Паркинсона с помощью однофотонной эмиссионной томографии.

## Видеоматериалы
Видеоролик с визуализацией механизма действия иофлупана.